# Мономотапа
Мономотапа (шона Mwene we Mutapa, порт. Monomotapa) било је велико афричко царство које се простирало у јужној Африци. Заузимало је територије данашњег Зимбабвеа, Замбије, Мозамбика и Јужноафричке Републике.
Врхунац моћи био је између 13. и 15. века. Најважније делатности у држави биле су пољопривреда, металургија, производња керамике, грађевинарство и трговина.
Године 1693. Мономатапу, ослабљену услед међусобних ратова и борби с португалским колонизаторима, освојили су племена Разви.

## Историја
Постоји неколико прича о пореклу Мономотапе, од којих је најшире прихваћена усмено предање о принчевима Великог Зимбабвеа. Први „Мвене” је био принц ратник по имену Нјаcимба Мутота из Краљевине Зимбабве који је проширио домет краљевства у почетку да би открио нове изворе соли на северу. Верује се да је принц Мономотапа пронашао со у свом освајању Таваре, одсека Шона. Још једна историјска прича о пореклу царства је да се принц Мономотапа отцепио од Великог Зимбабвеа након што је заратио са принцом Мукватијем, (за кога се верује да је био његов брат или рођак) због контроле над kраљевством.

### Проширење
Мутотин син и наследник, Нванхеве Матопе, проширио је ово ново краљевство у царство које обухвата већину земаља између Таваре и Индијског океана. Ово царство је остварило уједињење великог броја различитих народа у јужној Африци изградњом јаких, добро обучених армија и подстицањем држава да се добровољно придруже, нудећи чланство у Великом савету царства сваком ко се придружи без отпора. Матопеове војске су прегазиле краљевство Манике, као и приобална краљевства Китеве и Маданда. У време када су Португалци стигли на обалу Мозамбика, Краљевина Мономотапа је била прва држава у региону. Она је подигла јаку војску која је освојила Данде област Тонге и Таваре. Царство је достигло свој пуни обим до 1480. године, само 50 година након његовог стварања.

### Религија
Цар Мутопе је оставио царство са добро организованом религијом са моћним свештенством. Религија Мономотапа краљевства се базирала на ритуалном саветовању духова и краљевских предака. Светилишта су у престоници одржавали духовни медијуми познати као мхондоро. Мхондоро су такође служили као усмени историчари који бележе имена и дела прошлих краљева.

### Португалски контакт
Португалци су доминирали већим делом обале југоисточне Африке, опустошивши Софалу и Килву до 1515. године. Њихов главни циљ је био да доминирају трговином са Индијом; међутим, они су ненамерно постали обични превозници луксузних добара између Мономотапиних поткраљевстава и Индије. Како су се Португалци населили уз обалу, пробијали су се у залеђе као сертанехос (становници шумског предела). Ови насељеници су живели заједно са свахилским трговцима и чак су започели службу међу шонским краљевствима као тумачи и политички саветници. Један такав сертанехо, Антонио Фернандес, успео је да пропутује скоро сва краљевства Шона, укључујући и Мономотапски метрополитски округ, између 1512. и 1516. године.
Португалци су коначно ступили у директне односе са Мвенемутапом током 1560-их. Они су забележили обиље информација о краљевству Мономотапа, као и о његовом претходнику, Великом Зимбабвеу. Према свахилским трговцима чије је извештаје забележио португалски историчар Жоао де Барос, Велики Зимбабве је био средњовековна престоница изграђена од камена чудесне величине без употребе малтера. И док ово место није било унутар Мономотапских граница, Мвенемутапа је тамо држао племиће и неке од његових жена. До 17. века, други Европљани су опширно описивали Мономотапску архитектуру кроз слике. Олферт Дапер је открио четири велике капије које су водиле до неколико дворана и одаја у палати Мономотапа. Плафони соба у палати били су позлаћени златним плочама уз лустере од слоноваче који су висили на сребрним ланцима и испуњавали предсобље светлошћу.
Године 1569, португалски краљ Себастијан дао је оружје Мвенемутапи. Ово је вероватно било прво давање оружја неком домородачком народу из јужне Африке; међутим, мало је вероватно да су Мвенемутапе икада користили ово оружје.

#### Случајни крсташки рат
Године 1561, један португалски језуитски мисионар успео је да се пробије на двор Мвенемутапе и преобрати га у хришћанство. То није ишло на руку муслиманским трговцима у престоници, и они су само неколико дана после крштења наговорили краља да убије језуита. Ово је било једино оправдање које је Португалцима било потребно да продру у унутрашњост и преузму контролу над рудницима злата и путевима слоноваче. После дугих припрема, експедиција од 1.000 људи под командом Франсиска Барета покренута је 1568. Они су успели да дођу до горњег Замбезија, али је локална болест десетковала снаге. Португалци су се вратили у своју базу 1572. године и своју фрустрацију усмерили на свахилске трговце, које су масакрирали. Заменили су их Португалцима и њиховим полуафричким потомцима који су постали празеироси (поседници) доњег Замбезија. Мономотапа је задржала позицију моћи тражећи субвенцију од сваког капетена Португалског Мозамбика који је преузео функцију. Мвенемутапа је такође наметнуо царину од 50 процената на сву увезену трговинску робу.

### Пад и колапс
Мономотапа се показала нерањивим на нападе, па чак и на економске манипулације због снажне контроле Мвенемутапе над производњом злата. Оно што је представљало највећу претњу биле су борбе између различитих фракција које су довеле до тога да су супротстављене стране позвале Португалце у војну помоћ. Међутим, показало се да Португалцима одговара пропаст државе Мономотапа.

#### Португалска контрола
Године 1629, Мвенемутапа је покушао да избаци Португалце. Он није успео и сам је заузврат свргнут, што је довело до португалског постављања Мавуре Мханде Фелипа на престо. Мономотапа је потписала уговоре чиме је постала португалски вазал и уступила руднике злата, али ниједан од ових уступака никада није ступио на снагу. Мономотапа је остала номинално независна, иако практично вазална држава. Током тог времена, Португалија је повећавала контролу над већим делом југоисточне Африке са почецима колонијалног система. Португалци су сада имали контролу над трговином и трговачким путевима.

#### Губитак престижа
Други проблем за Мономотапу био је то што су њихови вазали као што су Китеве, Маданда и Манјика престали да плаћају данак. У исто време, ново краљевство под династијом Розви у близини Барва било је у успону. Све ово је убрзано одржавањем присуства Португалаца на обали и у главном граду. Најмање један део уговора из 1629. по коме се поступало била је одредба која дозвољава португалско насељавање унутар Мономотапе. Такође је омогућило праезерима да оснују утврђена насеља широм краљевства. Године 1663, праезери су успели да свргну Мвенемутапу у граду Казурукамусапу и поставе свог кандидата Камарапасу Мукомбва на престо.

### Колапс
Мвенемутапа је умро 1759. године, што је изазвало још један грађански рат за престо. Овај је био разорнији од својих претходника и Мономотапа се никада није опоравила. „Победници“ су на крају владали још смањеном земљом из Чидиме. Користили су титулу Мамбо а Чидима и владали су независно од Португалије до 1917. године када је Мамбо Чиоко, последњи краљ династије, погинуо у борби против Португалаца.

## Мутапа као Офир
Империја је имала још један индиректан споредни ефекат на историју јужне Африке. Злато из царства инспирисало је код Европљана веровање да Мвенемутапа држи легендарне руднике краља Соломона, који се у Библији помињу као Офир.